# ガンディセ山脈

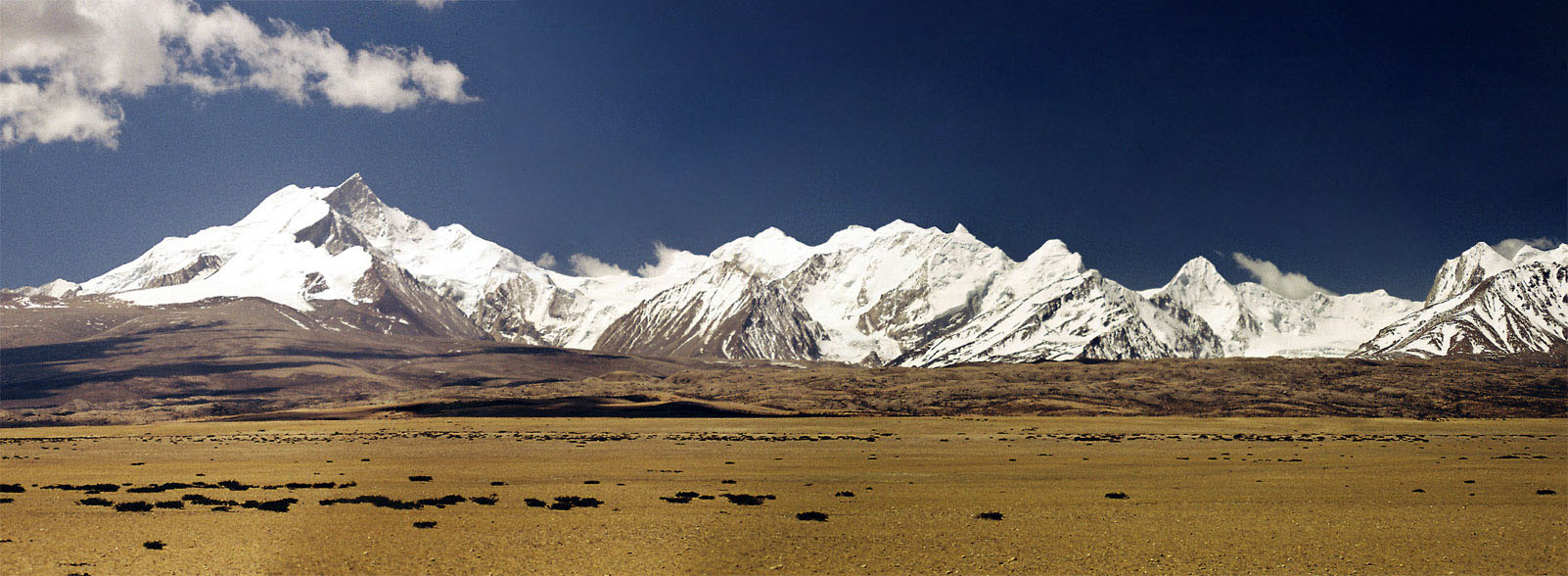
ガンディセ山脈（カイラス山脈）

ガンディセ山脈（ガンディセさんみゃく、岡底斯山脈）とは、中華人民共和国の西部、チベット自治区の南西部にある山脈。カンティセ山脈とも表記。カイラス山の名称を採ってカイラス山脈と呼ばれる場合もある。

## 地理

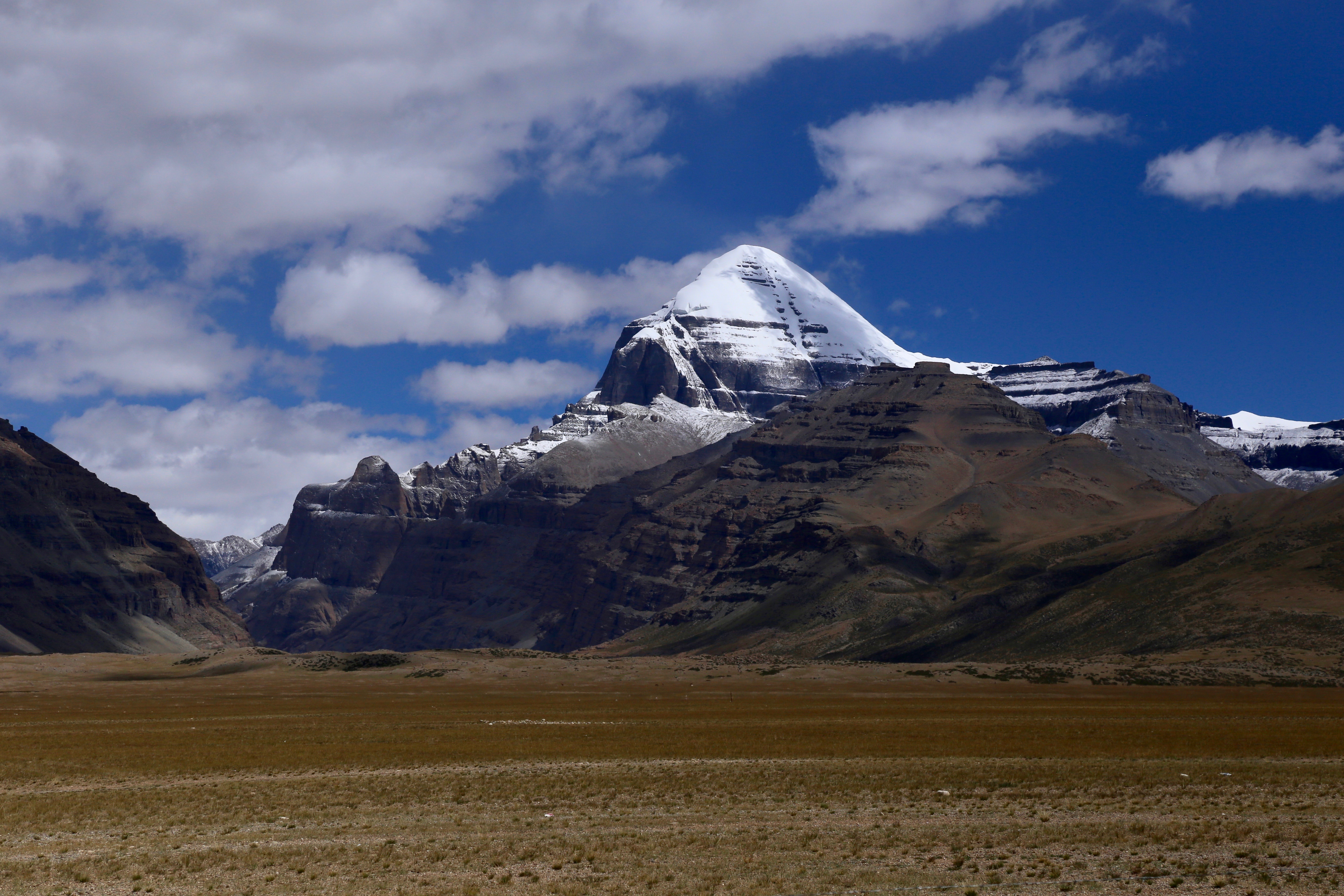
カイラス山

ヒマラヤ山脈の北方をほぼ並行して、南東から東西へやや弧状に延びる大褶曲山地である。山脈の幅は西部では60km-70km、東部では100kmに達する。長さは1040kmに及び、西端は東経80度付近、東端は東経90度付近で、東に隣接してニェンチェンタンラ山脈が連なっている。
南にあるヒマラヤ山脈との間には、東部はガンジス川の源流となるヤルンツァンポ川が、西部はインダス川の源流となる獅泉河（森格蔵布）と、サトレジ川の上流部である象泉河（朗欽蔵布）が流れる。
平均標高は5500m-5800mで、6000m級の高山が多く聳える。主峰はカイラス山（カン・リンポチェ、岡仁波斉、6656m）で、宗教的な聖地でもある。山脈の最高峰はルンポカンリ（冷布崗日、7095m）である。
東隣に連なるニェンチェンタンラ山脈と合わせてトランスヒマラヤ山脈を形成する（トランスヒマラヤ山脈をガンディセ山脈の別称とする場合もあり、この場合トランスヒマラヤ山脈はガンディセ山脈のみを指し、ニェンチェンタンラ山脈は隣接する山脈として扱う）。
北部にはチャンタン高原が広がり、高原内の湖沼へ向かう内陸河川が発する。
チベット高原における重要な地理的分界線のひとつを形成し、チャンタン高原へ向かう内陸流域と、ガンジス川、インダス川などインド洋へ向かう外洋流域の分水嶺となっている。
西麓に門土（モンツェル）という集落があり、炭鉱が開発されている。

## 語源
チベット語の「ガン（གངས）」、サンスクリット語の「ディセ（तुषार）」はともに「雪」を意味し、双方の語での「雪山」の意味からなる。
トランスヒマラヤ山脈の名称は「ヒマラヤの彼方」を意味し、この地を探検に訪れたスウェーデンの探検家スヴェン・ヘディンの命名による。

## 信仰
チベット仏教をはじめ、ヒンドゥー教、ボン教、ジャイナ教、マニ教など数多くの宗教において重要な聖地とされる。特に主峰のカイラス山はチベット仏教では宇宙の中心を占める聖山と考えられ、ヒンドゥー教では最高神シヴァの楽園とされる。インドからカリ川（サールダ川の上流）の渓谷を遡上してリプレク峠でヒマラヤ山脈を越える巡礼路があり、信仰の篤い巡礼者が五体投地を繰り返しながらカイラス山を一周（コルラ）する姿がみられる。
カイラス山の山頂は、宗教上の理由から登頂許可が下りないことと、アクセスが非常に困難であるため、未踏峰となっている。